# Soprano sfogato
Soprano sfogato es un término en desuso que se acuñó durante la época del bel canto en Italia, es decir en las cuatro primeras décadas del siglo XIX, para designar a un reducido número de cantantes que poseían una inusual amplitud en la extensión de su registro vocal.
La soprano en el canto es la cuerda o voz femenina más aguda. En la clasificación moderna la soprano tiene varias subdivisiones siendo las más pronunciadas las de soprano ligera, soprano lírica, soprano spinto y soprano dramática.

## Origen
La evolución de la vocalidad para principios del siglo XIX nos mostraba un panorama muchísimo menos marcado que el actual. En las voces femeninas en particular no existían tantas subdivisiones como las hay hoy en día y prácticamente existían dos grandes divisiones: soprano y contralto. Asimismo la diferencia entre ambas era el color más que el registro, tesitura y zona del pentagrama en la que hacían más insistencias.
La soprano no sobrepasaba comúnmente la frontera del do6 lo que con el diapasón de la época correspondería casi a un si5 moderno. El extremo sobreagudo del registro no aparecería en la soprano hasta finales del siglo XIX con el triunfo de Adelina Patti y la pléyade de imitadoras que le siguieron.
La contralto por su parte presentaba una situación muy peculiar. En esencia la voz de contralto comenzó a ser ocupada con mayor frecuencia tras la desaparición de los castrati. El bárroco mostró a una contralto de timbre oscuro y sugerente pero con la llegada del bel canto y de Gioacchino Rossini en particular la contralto comenzó a ser exigida y demandada al extremo, en especial por Rossini quien exigía que sus contraltos controlaran su voz al máximo haciéndolas ascender hasta el si4 con frecuencia.
Esta evolución y tratamiento sopranístico que sufriera la contralto en el bel canto desembocó en una tipología vocal muy peculiar como fue la soprano sfogato.

## Características
Por definición la soprano sfogato estaba emparentada con la contralto, poseía un timbre oscuro, casi de contralto pero un registro amplísimo que le permitía tener graves de contralto y agudos de soprano. Era un tipo de voz decididamente dramático, voces grandes y sonoras y que podían ser a la vez ligeras y suaves cuando estaban sostenidas por una técnica óptima.
El principal problema de este tipo de voz es que era poco natural o forzado en su extensión. Las cantantes que lograron serlo y las que lo intentaron debían dominar la técnica a la perfección. A su vez, un gran problema derivado de la extensión era la poca homogeneidad de los registros. La extensión poco natural producía una voz llena de colores distintos. Algo que fue muy criticado sobre todo en Giuditta Pasta.
El canto de Mozart admiraba y exigía antes que todo la igualdad y homogeneidad de la voz en todo el registro. La soprano sfogato vino a romper esa tradición y exigencia de manera abrupta y violenta.

## Representantes
El término de soprano sfogato apareció al mismo tiempo que sus grandes ejemplos: Giuditta Pasta, Isabella Colbran, María Malibrán, etc. Estas cantantes poseían órganos vocales excepcionales por volumen, extensión y color. Asimismo, ellas acusaron siempre los defectos de desigualdad de los registros y falta de homogeneidad.
Tanto Malibrán como Pasta alternaban los roles de soprano con los de contralto con suprema facilidad y con muchísimo éxito. Otro ejemplo fue quizás Pauline Viardot, que podía alternar roles de contralto y soprano a la vez. 
En el siglo XX se puede contar a Margarete Matzenauer, una cantante excepcional que triunfó en el Metropolitan de Nueva York y que podía cantar con éxito roles de soprano y contralto. Oponía roles de contralto o mezzosoprano pura como Ulrica en el Un baile de máscaras, Erda en Sigfrido, Amneris en Aida o la gitana Azucena en Il Trovatore con otros de soprano lírica o dramática como Leonora en Fidelio, Isolda en Tristán e Isolda, La condesa en Las bodas de Figaro o Donna Anna en Don Giovanni.
Otra representante pudo haber sido Maria Callas. Callas nunca alternó roles de contralto pero pudo cantar con muchísimo éxito los roles escritos para la Pasta, pero reconocida como soprano, pudo cantar papeles desde los más dramáticos (wagnerianos, veristas) a los de voz ligera (más altos que los de Pasta o Malibrán, con sobreagudos al mi6, inexistentes en la época de ambas) e incluso de mezzosoprano, siempre sustentada en una regia técnica del bel canto como la coloratura, mostrando además un dominio de su registro que en sus mejores años alcanzaba casi tres octavas.
Yma Súmac, un claro referente a este subtipo de voz, cuyas habilidades y registro vocal eran desmesurados, abarcando 5 octavas, siendo capaz de interpretar todo tipo de rol operístico y de ser una de las pocas personas en realizar “El trino de aves” o Triple coloratura; a pesar de lo anteriormente expuesto, Yma Súmac no presentó interés por el bel canto, a diferencia del folclore y la música popular sudamericana.

## Punto de vista moderno
En los últimos años el término de soprano sfogato ha sido muy tergiversado llegándose a decir de ella que es un tipo de voz ilimitado que puede interpretar cualquier papel en cualquier repertorio.
La soprano sfogato es sin duda un caso muy especial a la hora de clasificar las voces y debe ser enmarcado obligatoriamente dentro del bel canto. Por lo tanto casos paradigmáticos como el de Margarete Matzenauer quedarían fuera de esta categoría, por muy impresionante y extravagante que haya sido su repertorio y las diferencias que podía afrontar con éxito.
La soprano sfogato nació, se desarrolló y murió en el bel canto. Las características especiales de este repertorio, la afinación de la época como la aparición de la contralto exigida al máximo en los agudos y la soprano de una escritura más bien central dio como resultado un inevitable cruce entre ambos extremos que a la vez no lo eran tanto.
La soprano sfogato se nos presenta hoy como un eslabón perdido en la evolución vocal de la contralto hacia la mezzosoprano. Con los años esta tipología desaparecería por completo al desarrollarse cada vez más la evolución vocal. La aparición de la soprano ligera y su triunfo en la moda y el gusto impuso una visión de la soprano como una voz en extremo aguda, así mismo la contralto recibió también un tratamiento cada vez menos virtuosístico y por otro lado la aparición de la mezzosoprano daría como resultado un panorama de la voz femenina extremadamente amplio.
La soprano sfogato por lo tanto se desarrolló en un medio en el que las diferencias si bien eran amplias, eran muchísimo menos notorias y extremas a como llegarían a serlo a finales del siglo XIX. Tratar de usar el mismo término en otro repertorio que no sea el bel canto es absolutamente errado y fuera de lugar si se piensa en las diferencias abismales que puede haber en otros repertorios entre los distintos registros.